# Гіперпараметр
У баєсовій статистиці, гіперпараметр — це параметр апріорного розподілу; термін використовується аби відрізнити їх від параметрів моделі системи яку аналізують.
Наприклад, якщо хтось використовує бета-розподіл для моделювання розподілу параметра p розподілу Бернуллі, то:
- p є параметром базової системи (розподілу Бернуллі), а
- α та β є параметрами апріорного розподілу (бета-розподілу), тобто гіперпараметрами.

Можна просто взяти окреме значення гіперпараметра, або можна проітеруватись по ньому і отримати розподіл ймовірності самого гіперпараметра, який називається гіперапріорним.